# Macchine mortali
Macchine mortali (Mortal Engines) è un romanzo fantastico-fantascientifico per ragazzi scritto da Philip Reeve. Pubblicato nel 2001, ha vinto il Nestlé Smarties Book Prize 2002 per la fascia di lettori dai 10 ai 15 anni. È stato tradotto in italiano nel 2004 per Arnoldo Mondadori Editore.
Il romanzo è ambientato in una Londra futuribile steampunk. Da esso è stato tratto un film omonimo del 2018.

## Serie
Il volume, il cui titolo richiama un verso dell'Otello di Shakespeare, è il primo della serie Hungry City Chronicles e composta dalle seguenti opere:
- Macchine mortali (Mortal Engines, 2001);
- L'oro dei predoni (Predator's Gold, 2003);
- Congegni infernali (Infernal Devices, 2005);
- Pianura oscura (A Darkling Plain, 2006);[3]
- Traction City (racconto, 2011);
- Night Flights.

Sono stati scritti anche tre romanzi, prequel di Macchine mortali:
- Fever Crumb, 2009;
- A Web of Air, 2010;
- Scrivener's Moon, 2011.

## Prologo
Le vicende sono ambientate in un mondo postapocalittico steampunk, devastato in epoche passate da un olocausto nucleare (la Guerra dei Sessanta Minuti) che aveva causato enormi sconvolgimenti geologici. Per sfuggire ai continui terremoti, eruzioni vulcaniche e altre calamità naturali, l'inventore Nikolas Quirke aveva progettato un sistema (il "darwinismo urbano") in cui le città erano state trasformate in enormi veicoli (le "città trazioniste") che si aggiravano per il mondo desertificato in caccia di altre città da depredare per utilizzarne le risorse naturali. Scomparse le nazioni, ogni città costituiva uno stato a sé. Benché da allora il pianeta sia tornato stabile e le città trazioniste non abbiano più senso, il loro sistema continua a governare il mondo.
Molte conoscenze tecniche e scientifiche si sono perse e i prodotti della Vecchia Tecnologia vengono ricercati e riportati alla luce da scavatori e archeologi. L'Europa, parte dell'Asia, il Nordafrica, l'Artide e l'Antartide sono occupate dalle città trazioniste, il Nordamerica è un deserto radioattivo, mentre nel resto del pianeta resistono le piccole "città stazioniste" della Lega Anti-trazionista, che cerca di frenare lo spropositato consumo di risorse mondiali bloccando il nomadismo delle città.

### Londra
Londra è la principale città trazionista del romanzo e, come la maggior parte delle altre, è costruita su una serie di livelli. Ciò favorisce il distribuirsi della popolazione in un sistema di classi sociali, con le più ricche e nobili insediate nei livelli superiori della città, appena al di sotto della cattedrale di San Paolo (unico edificio pre-trazionista sopravvissuto), mentre quelle meno abbienti vivono nelle parti inferiori (vicine al rumore e all'inquinamento dei motori). Gli uomini più potenti di Londra sono raggruppati in quattro gilde:
- gli ingegneri, responsabili della manutenzione delle macchine e provenienti in gran parte dalla gilda degli storici;
- gli storici, responsabili della raccolta e conservazione della Vecchia Tecnologia, capeggiati da Thaddeus Valentine;
- i navigatori, responsabili del governo della città;
- i commercianti, incaricati di gestire l'economia di Londra.

Londra è ufficialmente governata da un sindaco eletto dai cittadini: Magnus Crome, che è anche il capo della gilda degli ingegneri.

## Trama

### Prima parte
Tom Natsworthy è un orfano quindicenne, apprendista storico di terza classe, che lavora come tuttofare nel museo di Londra. Nel tentativo di sventare il piano omicida di un'adolescente orribilmente sfigurata, Hester Shaw, che attenta alla vita dell'archeologo Thaddeus Valentine, Tom precipita nei Territori Esterni insieme alla ragazza, spinto dallo stesso Valentine. 
Hester è nata a Dunroamin, ex città trazionista i cui abitanti hanno deciso di stabilirsi sull'Isola delle Querce, al riparo da altre città feroci. Suo padre era agricoltore e la madre, Pandora, una storica, amica di Valentine, che ogni estate partiva con la sua aeronave in cerca di vecchi reperti. Sette anni prima la giovane aveva visto Thaddeus lottare con sua madre per sottrarle una sfera metallica ammaccata delle dimensioni di un pallone che chiamava Medusa. Impossessatosi dell'oggetto, Valentine aveva ucciso Pandora e il marito e, con un colpo di spada, aveva potuto solo sfregiare la piccola Hester che, raccogliendo le ultime forze, era riuscita a fuggire.
Tom e Hester si ritrovano soli e feriti in mezzo al deserto. Vengono raccolti dalla piccola e fatiscente città trazionista di Speedwell per essere venduti come schiavi nel Raggruppamento Mercantile delle città trazioniste. I due giovani evadono con l'aiuto da Anna Fang, una mercante con un passato di schiava, e con la sua mongolfiera raggiungono Airhaven, una città volante tenuta sospesa da una serie di palloni. Qui sono raggiunti da Shrike, un predatore meccanico già amico di Hester ma ora ingaggiato dal sindaco Crome per cercare e uccidere l'attentatrice di Valentine. I predatori o "uomini rinati" erano prodotti della Vecchia Tecnologia: usavano i cadaveri dei caduti in battaglia e li riportavano in una specie di vita grazie a macchine collegate al loro sistema nervoso. Hester, fuggita con la nave del padre dopo essere stata sfigurata da Valentine, era stata trovata svenuta da Shrike, che abitava in un villaggio di scavatori di siti archeologici di nome Strole. Shrike era un cacciatore di taglie che collezionava oggetti antropomorfi (in genere bambole o giocattoli). La giovane era stata con l'automa per cinque anni e, dopo aver riordinato i frammenti della sua memoria, aveva deciso di inseguire Valentine e ucciderlo con l'aiuto di Shrike. Il robot però si era rifiutato: aveva sentito parlare di Magnus Crome e della sua mania per la tecnologia, ed era convinto che, se fosse andato laggiù, la gilda degli ingegneri l'avrebbe ridotto in mille pezzi per studiarlo.
Mentre Anna Fang e i suoi amici tengono a bada l'enorme cyborg, Tom e Hester scappano con la nave di Anna. Inseguiti dall'aeronave di Shrike, i due atterrano in una palude asiatica e riescono a salvarsi solo grazie al tempestivo arrivo di una città trazionista che sta effettuando una caccia e che, con i propri cingoli, sotterra Shrike. Tom e Hester, salendo su un'onda di fango generata dalle ruote, entrano nel livello inferiore della città pirata di Tunbridge Wheels, dove vengono nuovamente imprigionati. Hester riconosce subito il crudele Chrysler Peavey, che non ha scrupoli nell'uccidere: al tempo in cui viveva a Strole con Shrike, Peavey era sindaco di un'altra piccola città di scavatori che si fermava di tanto in tanto a comprare e vendere un po' di merce. Quando Tunbridge Wheels divorò la loro cittadina, Chrysler e i suoi uomini si ammutinarono prendendo il potere nella nuova città.
Accortosi che nelle gabbie si trova un londinese dei quartieri alti, Peavey decide di liberarlo per farsi raccontare usi e costumi della Londra "perbene". Chrysler infatti sogna di diventare un uomo rispettabile. Da scavatore senza alcuna istruzione è diventato sindaco di una cittadina e ora di una città più vasta. Con tutte le ricchezze accumulate vuole trasformare Tunbridge Wheels in una città ricca e maestosa, da lasciare in eredità ai figli. Per questo ha bisogno che Tom gli spieghi come dovrebbe essere la "sua" città e gli insegni le buone maniere. Nel frattempo Tunbridge Wheels arriva alla spiaggia del mar di Khazak, dove Chrysler vuole assalire e depredare Airhaven, costretta a ormeggiare sull'Isola Nera per effettuare alcune riparazioni. Bombardata da Anna Fang, però, Tunbridge Wheels s'incaglia in una scogliera e affonda.
Tom, Hester, Chrysler e alcuni suoi scagnozzi si salvano su un gommone e raggiungono l'isola dove si imbattono nuovamente in Shrike, che non ha mai smesso di inseguire la sua preda. Dopo aver ucciso i pirati, l'automa si dirige contro Hester ma Tom lo trafigge con un colpo di spada. Prima di collassare, Shrike rivela a Hester di aver fatto un patto con Magnus Crome: se si fosse lasciato smontare e studiare, gli ingegneri avrebbero trasformato Hester in un cyborg come lui.

### Seconda parte
Tom e Hester vengono ritrovati da Anna Fang e dalla sua pattuglia della Lega Anti-trazionista. Insieme, decidono di andare a Londra per scoprire se il potente raggio verde con cui la città incenerisce i suoi nemici sia originato da Medusa e se Crome intenda usarlo contro Shield-Wall, la grande fortezza che protegge le terre e le città stazioniste della Lega. Nel loro viaggio fanno tappa in diverse città trazioniste, tutte in fuga da Londra terrorizzate dal suo raggio distruttore.
Giunti a Shield-Wall, Tom scopre Valentine che, ben mascherato, riesce a incendiare la flotta aerea della fortezza e, dopo aver ucciso Anna Fang, fugge su un'aeronave, inseguito da quella di Tom e Hester. Arrivano così a Londra dove Crome e i suoi ingegneri attendono Valentine nella cattedrale di San Paolo per attaccare e distruggere la fortezza nemica con il raggio di Medusa.
Hester, scesa dall'aeronave, viene catturata dai predatori di Crome e portata nella chiesa dove è giunto anche Valentine, la cui aeronave ora può assalire quella di Tom che però riesce a colpirla facendola precipitare in fiamme sulla cattedrale. Da lì il fuoco si propaga a tutto il livello superiore di Londra, Medusa è danneggiata e Tom riesce a portare in salvo Hester con la propria aeronave un attimo prima che Medusa deflagri totalmente distruggendo con sé anche gran parte della città.
Nell'ultimo capitolo Tom e Hester decidono di diventare mercanti e di continuare a vivere insieme.

## Adattamento cinematografico
Nel 2018 dal romanzo è stato tratto un film omonimo diretto da Christian Rivers.